# Алваро Солер
Алваро Солер (на испански: Álvaro Tauchert Soler) е латино-поп изпълнител с каталунско-германски произход. Той става известен в Европа и Латинска Америка с хита си от 2015 El mismo sol, който първоначално става популярен в Италия. „Специална“ двуезична испано-английска версия на песента е била записана за пускане в САЩ, Великобритания и света. Последвалият я сингъл „Sofia“ през 2016 също постигнал успех в класациите в европейските страни, достигайки номер едно в Полша, Италия и Швейцария.

## Биография

### Първи години
Алваро Солер е роден на 9 януари 1991 година в Барселона, Испания в Sant Cugat del Valles. С баща германец и майка испанка той научава много различни езици. На 10-годишна възраст се мести да живее в Япония заради работата на баща си. На 17 години се връща в Барселона и основава заедно с брат си и приятели групата Urban Lights.

### 2010 – 2014:Urban Lights
През 2010 г. се появява Urban Lights, нова музикална група от Барселона, която той създава заедно със своя брат. Стилът е трудно да се определи – смесица между британски поп, електронна музика и индийски мотиви. Реализират множество концерти в различни зали в Барселона и участват в конкурса Tu sí que vales където стигат до финал.
През тези години той комбинира музика с проучвания (с една степен по индустриален дизайн) и различни времена на работа.

### След 2015 г.
В началото на 2015 Алваро се мести във Волфсбург, където прави първия си самостоятелен запис, El mismo sol. Жъне голям успех в Италия и Швейцария, където става първи в музикалните магазини. Също влиза в списъка на други страни от Европа като Германия, Франция и Белгия. В iTunes влиза в списъка на 30-те европейски страни, като заема 16 позиция за най-слушана песен в Европа и 38 позиция в света. На 10 август същата година излиза втора версия на песента, този път на испански и английски в колаборация с Дженифър Лопез. В края на август започват заснемането на клипа в Ню Йорк.
Поради влиянието на El mismo sol в Италия и Швейцария той решил да пусне там първия си солов албум, Eterno Agosto. В края на август той е пуснат във Франция, а през есента и в Испания.
На 15 април 2016 за пръв път по радиото излиза песента Sofia.
През същата година мексиканската певица Thalía кани Алваро да участва в песен от луксозната версия на новия си албум.
На 8 април 2016 е обявено, че Алваро ще е съдия на италианското издание на X factor през същата година.

## Сингли
| El mismo sol (самостоятелен запис или в дует с Дженифър Лопес)                    | 2015 | 3 | 6 | 8 | 31 | 20 | 1  | 16 | 1  | 1 | 11 | - PROMUSICAE: 2× Platinum - BEA: Gold - BVMI: Gold - FIMI: 5× Platinum - IFPI AUT: Gold - ZPAV: 3× Platinum | Eterno Agosto |
| Agosto                                                                            | 2015 | — | — | — | —  | —  | —  | —  | 1  | — | —  | - ZPAV: Platinum                                                                                            | Eterno Agosto |
| Sofia                                                                             | 2016 | 3 | 3 | 1 | 9  | 23 | 1  | 19 | 1  | 1 | —  | - PROMUSICAE: 2× Platinum - BVMI: Gold - FIMI: 7× Platinum - IFPI AUT: Gold - ZPAV: Diamond                 | Eterno Agosto |
| Libre (записана съвместно с Пати Канту или Ема Мароне, или Моника Левчук)         | 2016 | — | — | — | —  | —  | 26 | —  | 1  | — | —  | - FIMI: Platinum                                                                                            | Eterno Agosto |
| Animal                                                                            | 2017 | — | — | — | —  | —  | —  | —  | 55 | — | —  | | Eterno Agosto |
| „—“ denotes a recording that did not chart or was not released in that territory. |      |   |   |   |    |    |    |    |    |   |    | |               |